# East Florida

East Florida britanică, în 1767.

East Florida a fost o colonie britanică în perioada 1763-1783 și spaniolă în perioada 1783–1822. Est Florida a fost fondată de către guvernul colonial britanic în 1763. Numele său implică faptul că a făcut parte din estul regiunii Florida, în timp ce West Florida cuprindea partea de vest. Capitala sa a fost St. Augustine, care a fost și capitala Floridei spaniole.